# Phyrella bedoti
Phyrella bedoti is een zeekomkommer uit de familie Phyllophoridae.
De wetenschappelijke naam van de soort werd in 1895 gepubliceerd door René Koehler.